# Memoriał o Młodej Emigracji
Memoriał o Młodej Emigracji – memoriał Cypriana Kamila Norwida na temat emigracji z lat 1846-1848 napisany na przełomie 1850 i 1851.

## O utworze
Utwór powstał jako odpowiedź na pytania zadane Norwidowi przez doktora Seweryna Gałęzowskiego może podczas publicznej debaty, a być może w rozmowie prywatnej. Odpowiedź Norwida zarysowuje szczegółowy program prac jakie powinno podjąć społeczeństwo polskie wszystkich trzech zaborów, aby wywiązać się z obowiązków wobec wspólnej ojczyzny. Podstawowymi zadaniami w rozumieniu autora było zasypanie przepaści, jaka dzieliła polskiego chłopa od polskiego szlachcica oraz zlikwidowanie przyczyn, które wywołały drugą falę emigracji, i wprzęgnięcie jej uczestników do pracy na rzecz narodu. Utwór mógł powstać na przełomie 1850 i 1851, kiedy Norwid utrzymywał ożywione kontakty z Gałęzowskim.
Autograf, który znalazł się w rękach Wacława Gasztowtta zaginął, ocalała jedynie w fotokopii jego pierwsza strona. Utwór, który uważano za pracę Seweryna Goszczyńskiego wydał po raz pierwszy w 1907 Kazimierz Woźnicki w Pamiętniku Literackim pod tytułem Z niewydanych pism Seweryna Goszczyńskiego.

## Treść
Gdyby historia Polski skończyła w połowie XIX wieku trzy grupy można by uznać że dopełniły swych obowiązkówː prostych żołnierzy, poetów, którzy wskrzesili język ludowy i dorównali innym w Europie i familię książąt Czartoryskich. Lud polski nie dopiął swego, bo umie cierpieć, ale nie wie kiedy się zniecierpliwić. Sprawy umorzenia przyczyn Młodej Emigracji mogliby się podjąć chyba tylko księża, bo nie ma u Polaków pod zaborami obowiązującej władzy zewnętrznej, jest tylko wewnętrzna świadomość sumienia. Przyczyny tej emigracji leżą na skrzyżowaniu interesów człowieka i Polaka, w narodzie i w starej emigracji. W narodzie, który pojmuje się jako coś inspirującego tylko, a nie również zobowiązującego. Kładzie się akcent na niespodziewanych wydarzeniach europejskich, żywiąc nadzieję kosztem prawdy. Rozsiewa się pogłoski o sformowanych zastępach obrońców ojczyzny, które porywają za sobą młodych. Autor staje po stronie prawdy, która brzmiː Ojczyzna jest to wielki-zbiorowy-obowiązek.
Obywatele dzielą się na tych, którzy służą ojczyźnie przez siebie tj. przez człowieka i takich którzy służą człowiekowi przez ojczyznę. Ci drudzy to wszyscy w narodzie posiadacze, na których ciąży obowiązek otworzenia kierunków dla zatrudnienia młodego wychodźstwa inaczej ono ich dogoni różnymi nieobmyślonymi drogami. Na starej emigracji ciąży z kolei obowiązek obwieszczenia tego narodowi. W przeciwnym razie przemieni się w malkontentów i konspiratorów, który nie użyli właściwie swej władzy. Jest to zadanie okazania Ojcostwa przez Księcia jako Pater-patriae o swych dzieciach i ich losie. Gdy to zrobią będą mieli prawo żądania od pierwszej kategorii wywiązania się z ich obowiązku. Jeśli posiadacze nie zadbają o własności moralne wypływające z posiadania i nie postarają się o stworzenie łańcucha prac biegnącego od najprostszego parobka aż do uczonego, to staną się ciężarem i zawadą rozwijającego się społeczeństwa.
Emigracja powinna powołać, na początek w Galicji i w Poznańskiem, całkowicie niepolityczne i najlepiej posiadające przyzwolenie rządu, Towarzystwa Przyjaciół Pracy, złożone z właścicieli specjalnie w różnych kierunkach uzdolnionych, którzy by co pół roku ogłaszali konkursy w przedmiotach przygotowania różnych podręczników praktycznych z zakresu budownictwa, ogrodnictwa, botaniki etc., napisanych prostym ludowym językiem. Rozwój poezji ludowej w ostatnich latach uczynił możliwym zrozumienie takich prac przez lud. W ten sposób zatrudni się i zwiąże inteligencję, z której rekrutuje się młoda emigracja. W ten sposób Emigracja zejdzie ze stanowiska, świętego lecz niewieściego, sióstr szarych w szpitalu narodowym, a stanie na stanowisku lekarzy, jakim był i sam Zbawiciel.
Wreszcie Emigracja stworzy wewnętrzne Towarzystwo Cenzorów, rodzaj jury, który wychodząc z założenia, że ojczyzna jest zbiorowym obowiązkiem, który może być realizowany na dwóch wskazanych wyżej drogach, podda badaniu każdego przybywającego na emigrację. Jeśli jury stwierdzi, że nowo przybyły zeszedł ze swej drogi, odsunie go od udziału w Kapitule-Obowiązującego-Miłosierdzia, ale od Emigracji moralnie odsunąć się go nie waży. W ten sposób zorganizowany zostanie patriotyzm i poświęcenie, który w przeciwnym razie może pójść w rozsypkę. Taki sąd przysięgłych wyprowadzi z natury pojęć zasady swego działania i je ogłosi. A wydawszy wyrok, ogłosi go za zgodą osądzonego, co powinno wzmocnić poczucie sprawiedliwości w kraju. Memoriał kończy się apelem do patrycjatu emigracyjnego o sprawiedliwe wywiązanie się z ciążących na nim zadań.